# (58295) 1994 JJ9
1994 جاي جاي 9 (ويعرف أيضًا باسم (58295) 1994 جاي جاي 9 وفق تسمية الكوكب الصغير) (بالإنجليزية: 1994 JJ9)‏ هو كويكب ضمن حزام الكويكبات؛ وترتيبه 58295 من حيث الاكتشاف.
اكتُشف هذا الجُرم الفلكي بواسطة Charles P. de Saint-Aignan ‏ في 15 مايو 1994.

## وصلات خارجية
- (58295) 1994 JJ9 في قاعدة بيانات مختبر الدفع النفاث لأجرام النظام الشمسي الصغيرة

- الاكتشاف · مخطط المدار ·  العناصر المدارية · المعلمات المادية

- (58295) 1994 JJ9 على موقع ويكي سكاي: DSS2, SDSS, GALEX, IRAS, Hydrogen α, X-Ray, Astrophoto, Sky Map, Articles and images